# Stazione di Castelrotto
La stazione di Castelrotto (in tedesco Kastelruth, in ladino Ciastel) era una fermata ferroviaria posta sulla linea Brennero-Bolzano. Serviva il centro abitato di Castelrotto nella frazione di Sant'Osvaldo.

## Storia
La fermata è stata attivata nel 1898 (come desumibile da un'incisione praticata sul muro di contenimento prospiciente la stessa) in corrispondenza del preesistente ponte ligneo Torgglersteg, che collega la strada statale del Brennero con la sponda opposta del fiume Isarco
Denominata originariamente Kastelruth-St. Oswald, la stazione mutò il proprio nome in Castelrotto in epoca fascista e in Castelrotto/Kastelruth nel secondo dopoguerra. Venne chiusa al traffico nel 1970.
La ferrovia del Brennero continuò a transitarvi fino al 1994, quando a seguito della conclusione dei lavori di ridefinizione del tracciato, il segmento di binario tra Ponte Gardena e Prato-Tires venne deviato nella nuova galleria Sciliar. Il vecchio sedime ferroviario è stato disarmato e sostituito da una pista ciclabile.

## Strutture e impianti
Il fabbricato viaggiatori è interamente costruito in legno e ospitava biglietteria, sala d'attesa e ufficio del dirigente movimento (con attigue due baracche ospitanti i servizi igienici). Nelle pertinenze sono presenti anche due caselli costruiti in porfido.
L'abbandono e l'assenza di manutenzione agli edifici a seguito della chiusura al traffico della stazione ne causò la rovina: il solo fabbricato viaggiatori è stato infine restaurato negli anni 2010 e adibito a punto informativo a beneficio degli utenti della prospiciente pista ciclabile.
Nei pressi della stazione, in direzione di Ponte Gardena, sorge il cosiddetto ponte Röthele: inaugurato nel 1867, esso costituisce un esempio di archeologia industriale in virtù della sua conformazione a due passerelle parallele, integralmente costruite con tecnica a traliccio metallico. Anch'esso dismesso dalla ferrovia a seguito dell'apertura del traforo Sciliar, è stato recuperato (limitatamente a una sola corsia, mentre l'altra è chiusa e abbandonata) come parte del summenzionato percorso ciclabile.